# Дечаци (роман)
Дечаци или Живот у Пламфилду са децом госпође Џо (енгл. Little Men, or Life at Plumfield with Jo's Boys) је дечји роман америчке ауторке Луизе Меј Алкот (1832–1888), који је 1871. први пут објавио "Roberts Brothers". Књига представља ликове из њеног двотомног романа Девојчеце из 1868–69. године и делује као наставак или као друга књига у незваничној трилогији Мале жене. Трилогија се завршава Алкотиним романом Деца госпође Џо (Како су испали: наставак Дечака) из 1886. године. Алкотина прича говори о животу Џозефине или Џо Бер, њеног мужа и разне деце у школи "Пламфилду", познат као „Гнездо”. Алкотин класични роман адаптиран је 1934. за филм, 1940. за филм и 1998, за телевизијску серију и јапанску анимирану телевизијску серију.

## Позадина
Алкотин роман говори о шест месеци живота ученика у Пламфилду, школи коју су водили немачки професор Фридрих и његова супруга, гђа. Џозефина Бер (рођена Мерч). Идеја о школи први пут се сугерише на самом крају Девојчица, другог дела, када Џо наслеђује имање Пламфилд од своје покојне тетке Мерч. 
Прича је првобитно инспирисана смрћу Алкотиног шогора, која је откривена у једном од последњих поглавља, када вољени лик, Џон Брок, из Девојчица умире. 
Алкотина прва инспирација за уношење образовних идеала у дом и развој модела сличног дому у учионицу потиче од њеног оца Амоса Бросона Алкота, „образовног реформатора и истакнутог трансценденталиста“.  Као „трансценденталистички визионар“, њен отац се сматрао неконвенционалним чак и међу његовим савременим реформама.  Теоретичари образовања, попут Јохан Хајнрих Песталоција, такође су пружили инспирацију за Алкотине образовне методологије и „нагласили су потребу да школа буде што је могуће више домаћа“. 
Као реформатор образовања, Алкотин отац је веровао да образовање, „треба једноставно окренути дететов ум ка унутра да би препознало ту божанственост“.  Алкотин отац је такође „веровао да ће их позоришно извођење моралних алегорија деца обучити у самоограничавању које је било основ домаће хармоније и среће“. 
Апел Бронсона Алкота према дечјој машти „био је део напора да се дететове маштовите моћи искористе у потрази за неустрашивим животом“.  Алкот укључује породичне драматизације за децу Пламфилда да би децу научио „како да контролишу сваки аспект њиховог самоизражавања“.  
Један од главних Фридрихових модела био је Henry David Thoreau (у ствари појављује се у више маскираних облика у свим романима Лујзе Меј Алкот). Лујза је похађала Конкорд академију где су Хенри и његов брат Џон били наставници. Неки од елемената у Фридриховом лику који потичу од Хенрија у Дечацима укључују Фридриха користећи фразе попут "врт богова". Фридрих је својој деци дао своја мала баштенска места, што је такође учинио и Хенри. На исти начин као Џо и Фридрих, Хенри и Лујза често су заједно ишли у дуге шетње. Хенри је био природословац и његово занимање за природни свет може се видети у Дечацима у лику Дан Кеана.
Главни јунаци Дечака су углавном деца без родитеља. Књига представља могућност да се размисли о одрастању, али и о школи. Мање или више, све су школе исте, али не и ова школа. Ова школа има сопствени систем образовања и посебан режим, а негује вредности на које се можда и не поклања довољна пажња. Дечаци су примани по препоруци и са њима се радило индивидуално. Многе озбиљне особе нису могле да схвате да се деци дозвољава спуштање низ гелендер, борба јастуцима и разноврсне бучне игре. Нису могли да схвате још једну од новина која је овде уведена. Реч је о слободном дану када дечаци могу да галаме, играју се и шале до миле воље. Слободан дан је подразумевао дан слободе и веселости, јер је брачни пар Бер сматрао да деца морају имати бар један дан недељно кад могу да раде све што хоће.
Таква школа је имала успеха, а ђаци су постајали васпитани и добри и то без икаквих тешкоћа. У овој школи је прво и најважније правило било да сви буду добри према свим бићима. У књизи има занимљивих делова у вези са пороцима попут крађе и лажи, али још дивнијих у којима се говори о пријатељству, љубави и породици. Деца у овој школи од првог дана уче да је доброта вреднија од снаге. „Покушај и видећеш!”

## Резиме
Прича започиње доласком Нета Блека, стидљивог младог сирочета надареног за свирање виолине и казивање фиба. Нет приповеда причу и представља сваког лика који садржи неколико камео појављивања ликова из оригиналног романа Девојчице. Школу већ похађа десет дечака. У Пламфилд долази Нет, а за њим и његов пријатељ Ден. После тога Нен стиже и постаје сапутница Дејзи, једине девојке. Џоини синови, Роб и Теди, млађи су од осталих. Роб, Теди, Дејзи и Нен се не рачунају међу ученике. 
Пламфилд се не води на уобичајени начин. Сва деца имају своје баште и своје кућне љубимце и подстичу се да експериментишу са вођеним предузећима. Борбе јастуцима дозвољене су суботом, уз временско ограничење. Деца се третирају као појединци, са јаким нагласком на нежном обликовању њихових ликова. 
Дејзи Броке, похађа Пламфилд са својим братом близанцем Демијем, али је до Нениног доласка донекле изолована од осталих девојака њених година. Нен је још више намерни томбои него што је Џо била као тинејџерка, док Дејзи углавном занимају лутке и сопствена мини кухиња. Дејзина мини кухиња укључује мини пећницу од ливеног гвожђа коју је купио Џоин зет, ујак Теди, супруг њене најмлађе сестре Еми Мерч. Пред крај романа, Дејзин отац, Џон, тихо умире једне ноћи. 
Другу придошлицу у Пламфилд, Дена, уводи Нет. Ден првобитно одлучује да су остали дечаци „смећари“ и води их у експериментима са боксом, тучом, пићем, пушењем, псовкама и играма карата, што резултира његовим привременим уклањањем из школе. Ден се на крају враћа у Пламфилд са повређеним стопалом и искупљује се заузимајући се за Нета кад су други дечаци Нета лажно оптужили за крађу. Касније постаје кустос школског природњачког музеја. 
Лични односи су најважнији за школу и слави се различитост. Дејзи је дубоко везана за свог брата близанца, за срамежљиву Нета и за мушкасту Нен. Нен и Томи су такође блиски и намеравају да се венчају када одрасту. Ден, који је већ пријатељ са Нет, неочекивано привлачи побожна Деми и малишан Теди. Иако су Франц, Емил, Дејзи и Џон у сродству са Баерима, према њима се не поступа фаворизовано и подстиче се да превазиђу своје мане на исти начин као и остали ученици. 

## Ликови

### Деца у дому[7]
У дому је уточиште пронашло дванаест дечака и једна девојчица:
- Франц - шеснаестогодишњи сестрић господина Бера; од велике помоћи је у дому, посебно стрини Џо. Крупан је, висок и плав. Главне особине су му изузетна марљивост и умиљатост. Прави је заљубљеник у музику и све музичке активности у школи се и не би организовале на прави начин да није њега.
- Емил, немиран и предузмиљив дечак. Обожава живот на мору.
- Близанци Деми и Дејзи су понос својих родитеља и ове школе. Демијеве мане су занемарљиве. Несвестан је своје необичне лепоте и интелигенције. Овај тихи и љубазни дечак је истовремено и озбиљан и весео. Истакнута је његова везаност за сестру близнакињу и није могао да схвати дечаке који крију своја осећања према сестрама. Дејзи, дивно васпитана девојчица, свим срцем воли брата и баш му је привржена. Иако још мала, савршена је кројачица. Обожава домаће послове.
- Осмогодишњи Дик Браун је био грбав, али је то ведро подносио. Сматрао је да је душа много важнија од тела и тако је превазишао муке свог малог и слабог тела.
- Диков вршњак Адолф или Доли Петинџил је муцао, али је брачни пар Бер бранио да му се деца ругају, тако је је било видног побољшања у његовом говору. Подржаван у овој школи, процветао је и време му је ведро текло у раду и игри.
- Ученик ове школе је био и Џек Форд. Овај дечак је виспрен и лукав, а родитељи су га послали у ову школу јер је била јефтина. Он је сматран паметним дечаком иако су његово лукавство и похлепа за новцем биле веће мане од физичких недостатака друге деце.
- Четрнаестогодишњи Нед Беркер се ни по чему није издвајао од других дечака тог узраста: ногат, ветропир и галамџија. Његова карактерна особина је разметање. Разметао се да много тога зна, али готово никад није у делима показивао своје знање. За њега се чак може рећи и да је кукавица, али је волео и умео да измишља приче.
- Дванаестогодишњег Џорџа Кола је у школу довела његова попустљива мајка. Нажалост, својом попустљивошћу му је нанела више штете него користи, тако да је он био блед, угојен, туп и лењ дечак. Звали су га Стаф.
- Били Ворд је право невинашце међу овим веселим и неукротивим дечацима. Памет му је била као код 6-годишњака, иако је он имао већ 13 година.О вај дечак је добар, кротак и непредузмиљив. Изузетно му је било тешко да запамти лекције, али никада није заборављао лица својих пријатеља.
- Место несташка и враголана у овом друштву поносно је заузимао Том Бенгс. Иако јогунаст као магаре, имао је предобро срце и због тога му је све опраштано. Брз је на језику, али се увек искрено кајао због дела која је чинио.
- У такво је друштво ушао Нет, дечак без родитеља који је преживљавао свирањем виолине.
- Идила у дому је нарушена доласком једног дечака. Нимало симпатичан дечак немарног хода и дрског и мрког погледа. Иако свесни да с њим неће бити лако, брачни пар Бер је примио овог дечака. Новајлија Ден није показивао захвалност. Иако незналица, лако је учио. Имао је проницљиво око, али и поган језик, грубо понашање и плаховит и намћораст карактер. Према одраслима је био набусит и ћутљив, а с дечацима је само понекад био дружељубив.

### Одстали ликови[7]
- Госпођа Џозефина Џо Бер
- Господин Фридрих Бер
- 5-годишњи син Берових, Роб - Он је прави ђаволак и никако није могао да се скраси на једном месту.
- Теди, готово беба, млађи је син брачног пара Бер. Он је исувише мали за неке послове, али је обожавао да га мазе и увек је био спреман за пољупце и миловања.
- Нен

## Стил
У уводу "Луизе Меј Алкот : Биографија", ауторка Madeleine B. Stern наводи да је "Луиза Меј Алкот током свог живота била професионална ауторка вешта у стварању и поновном стварању имплицираном у ревизији".  Алкотина дела су позајмљена „као изворне епизоде из њеног живота, њених запажања, путовања, њених искустава [и] читања“.  Аколтино наслеђе остаје у њеном приказу живота и преданости породици.  Њено целокупно дело сматра се „ни о паклу ни о рају, већ о мноштву прича у разним књижевним жанровима, од бајки до реалистичних ратних скица, од сензационалних трилера до домаћих сага“. 

## Анализа
Коментари сугеришу да „чак и Девојчице и њени наследници, Дечаци и Деца госпође Џо, нису били имуни на критичаре у жустрој потрази за родним односима, борбама за моћ и сексуалном политиком“.  Према Стерновој биографији, „у случају Луизе Меј Алкот таква тумачења су врло примамљива, јер је она сама пружила тако интригантан арсенал муниције“. 
Као образовни реформатор, Алкотова „показује да је прилагођена ономе што је на крају, у двадесетом веку, постало решење ове препреке: диференцијација или идеја да сва деца не морају учити исте ствари“.  Као пример, Алкотина употреба перформанса и глуме у кући ствара „измишљену адаптацију алегоријског позоришта јаслица њеног оца, [где] је домаћа драма нераскидиви део моралних борби свакодневног живота“.  Породично позориште Алкот „показало се средством за успостављање мира међу њима, јер је Лујза научила да користи породично позориште да би обуздала своје избезумљене захтеве за личном слободом и довела се у сагласност са очевим домаћим идеалом“.  Кроз адаптације породичног позоришта, ликови из Дечака „уче себе да виде као мале баштенске парцеле у којима расту велике количине стрпљења, истрајности и добре нарави“. 

## Публикација
1865. године Алкот је први пут подстакнута да напише књигу за девојчице, укључујући сећања на своје детињство, а док је била запослена као уредница у "Merry Museum", бостонском дечјем часопису, започела је писање трилогије Мале жене која укључује Девојчице, Дечаци, или (Живот на Пламфилду са децом годпође Џо), и Како су испали: Наставак Дечака.   Дечаци је првобитно објавио "Roberts Brothers" 1871. године, а прво издање је обухватило 376 страница, а од првобитне публикације Алкотино дело објављено је у многим форматима, језицима и прилагођено млађим читаоцима. 

## Пријем
Роман се усредсређује на „разнолик и изазован скуп ученика - дечаке без родитеља, следећу генерацију Мерчових, децу са физичким и менталним сметњама, девојчицу без мајке, децу трговачке класе - Алкот коментарише могућности и ограничења научног образовања за мисе “. 
У роману је Алкот „способна да своју пажњу посвети предностима и ризицима научног образовања на индивидуалној основи, уместо да апстрактно замишља ученике“.  Дечаци расправљају о сивој зони између које наставник може „да покрије цело тло људске културе - физичку, интелектуалну, моралну, духовну и практичну“. 
Убрзо након објављивања Дечака заговорници образовања и реформатори „прихватили су и ове теорије, тврдећи да су примењиви на сву децу, али посебно на сиромашне, којима је, како се веровало, најпотребније морално васпитање које пружа школа попут куће“.  Дечаци се осврћу на два идеала учења која су претходно била одвојена, дом и школа. 
Пламфилд постаје идеалан модел комбинованог дома и школе, где Алкотини ликови прерастају у одрасло доба, а на њихове исходе учења „не утичу само класа и пол, већ и најважније, већ постојеће вредности ученика и морална склоност ученика“. 

## Адаптације

### Филм
Дечаци су први пут адаптирани у филм 1934. године у главним улогама са Erin O'Brien-Moore и Ralph Morgan. Уследио је још један филм 1940. са Kay Francis. 1998. године пуштена је канадска играна верзија у којој су глумили Mariel Hemingway и Chris Sarandon.

### Телевизија
1993. године у Јапану се приказивала анимирана телевизијска серија заснована на овом роману, Little Women II: Jo's Boys која је синхронизована на неколико различитих језика, мада не и на енглески. Канадска телевизијска серија, Дечаци, емитована је 1998. до 1999. две сезоне. Радња је донекле измењена и делује више као наставак романа.